# Hypericum furusei
Hypericum furusei är en johannesörtsväxtart som beskrevs av N.Robson. Hypericum furusei ingår i släktet johannesörter, och familjen johannesörtsväxter. Inga underarter finns listade i Catalogue of Life.